# Ventura Díaz Arrey
Ventura Díaz Arrey (Santander, 26 de agosto de 1937) fue un ciclista español, que fue profesional entre 1961 y 1976. Su principal victoria la consiguió en 1970, al ganar la Vuelta a Levante.

## Palmarés
- 1960

3.º en la Vuelta al Bidasoa
- 1961

Vencedor de una etapa de la Volta a Cataluña
- 1964

Vencedor de una etapa del Tour del Porvenir
- 1965

1.º en Burgos
Medalla de plata del Campeonato Mundial de Ciclismo en Ruta en contrarreloj por equipos 
- 1970

1.º en la Vuelta a Levante
1.º en la Vuelta a los Valles Mineros y vencedor de una etapa
Vencedor de una etapa de la Midi Libre
- 1971

Vencedor de la clasificación de la montaña de la Vuelta al País Vasco
Clasificación de las metas volantes de Vuelta a España 
- 1973

Vencedor de una etapa de la Vuelta a La Rioja
- 1975

Vencedor de una etapa de la Vuelta al País Vasco

## Resultados en Grandes Vueltas y Campeonato del Mundo
| Carrera         | 1964 | 1965 | 1966 | 1967 | 1968 | 1969 | 1970 | 1971 | 1972 | 1973 | 1974 | 1975 | 1976 |
| --------------- | ---- | ---- | ---- | ---- | ---- | ---- | ---- | ---- | ---- | ---- | ---- | ---- | ---- |
| Giro de Italia  | -    | -    | -    | -    | -    | -    | -    | -    | -    | -    | -    | -    | 38.º |
| Tour de Francia | -    | -    |      | 41.º | -    | -    | -    | 33.º | -    | -    | -    | -    | -    |
| Vuelta a España | 21.º | 23.º | -    | 43.º | 15.º | 13.º | 12.º | 18.º | 14.º | 20.º | 9.º  | 19.º | 21.º |